# Sieciemin
Sieciemin (do 1945 niem.: Zitzmin) – wieś sołecka w Polsce położona w województwie zachodniopomorskim, w powiecie koszalińskim, w gminie Sianów.
Według danych z 30 czerwca 2003 r. wieś miała 337 mieszkańców.
W latach 1945–54 siedziba gminy Sieciemin.
We wsi działa Parafia Najświętszego Serca Pana Jezusa.
Ok. 0,6 km na północ od zabudowy wsi znajduje się wzniesienie Górka.